# Sérgio de Castro
Sérgio Rogério de Castro (Muriaé, 9 de agosto de 1942 — Vitória, 31 de outubro de 2023) foi um empresário e político brasileiro, filiado ao Partido Democrático Trabalhista (PDT). Presidiu a Federação das Indústrias do Espírito Santo e a FIBRASA.
Foi eleito em 2010, primeiro-suplente de Ricardo Ferraço na disputada para o Senado. Assumiu o mandato pela primeira vez em novembro de 2017, após Ferraço se licenciar do mandato.